# Komando Wyzwolenia Narodowego
Komando Wyzwolenia Narodowego (port. Comando de Libertação Nacional, Colina) – grupa miejskiej partyzantki z Brazylii.

## Historia
Utworzone w 1967 roku. Założycielami formacji byli rozłamowcy z Polop (Marksistowska Rewolucyjna Organizacja Polityki Robotniczej, w skrócie Polityka Robotnicza). Celem Komanda było obalenie rządzącej w kraju dyktatury wojskowej. Aktywiści grupy mieli na koncie napady na banki, zamachy bombowe i kradzieże. W 1969 roku grupa weszła w skład Rewolucyjno-Ludowej Awangardy Palmares (VAR-Palmares).
Członkami grupy była prezydent Dilma Rousseff i jej pierwszy mąż Cláudio Galeno de Magalhães Linharesa.

## Ideologia
Była to komunistyczna formacja.